# Raoul Breuskin
Raoul Breuskin (* 16. März 1918 in Brüssel; † 3. August 2003 in Philippeville) war ein belgischer Radrennfahrer und nationaler Meister im Radsport.

## Sportliche Laufbahn
Breuskin war im Bahnradsport und im Straßenradsport aktiv. Von 1939 bis 1950 war er Unabhängiger und Berufsfahrer. 1941 gewann er die nationale Meisterschaft in der Einerverfolgung der Profis vor Achiel De Backer. 1942 verteidigte er den Titel vor Joseph Somers. 1941 war er hinter Maurice Clautier Vizemeister geworden. 1943 wurde er Dritter in der Meisterschaft im Omnium. Breuskin bestritt auch Sechstagerennen. Seine beste Platzierung hatte er 1946 mit dem dritten Platz im Sechstagerennen von Buenos Aires. Auf der Straße hatte er keine Erfolge. Breuskin bestritt den Grand Prix des Nations mehrfach, erreichte aber keine vordere Platzierung in dem traditionsreichen Einzelzeitfahren.